# Joachim Irgens von Westervick
Joachim Irgens von Westervick (ur. 19 maja 1611 w Itzehoe, zm. 29 sierpnia 1675) był szlachcicem i urzędnikiem duńsko-norweskiego pochodzenia i jednym z największych właścicieli ziemskich w Norwegii i Danii. Joachim posiadał duży majątek w Norwegii, Danii i Holandii w tym hutę miedzi w Røros.

Herb Joachima Irgensa von Westervick.

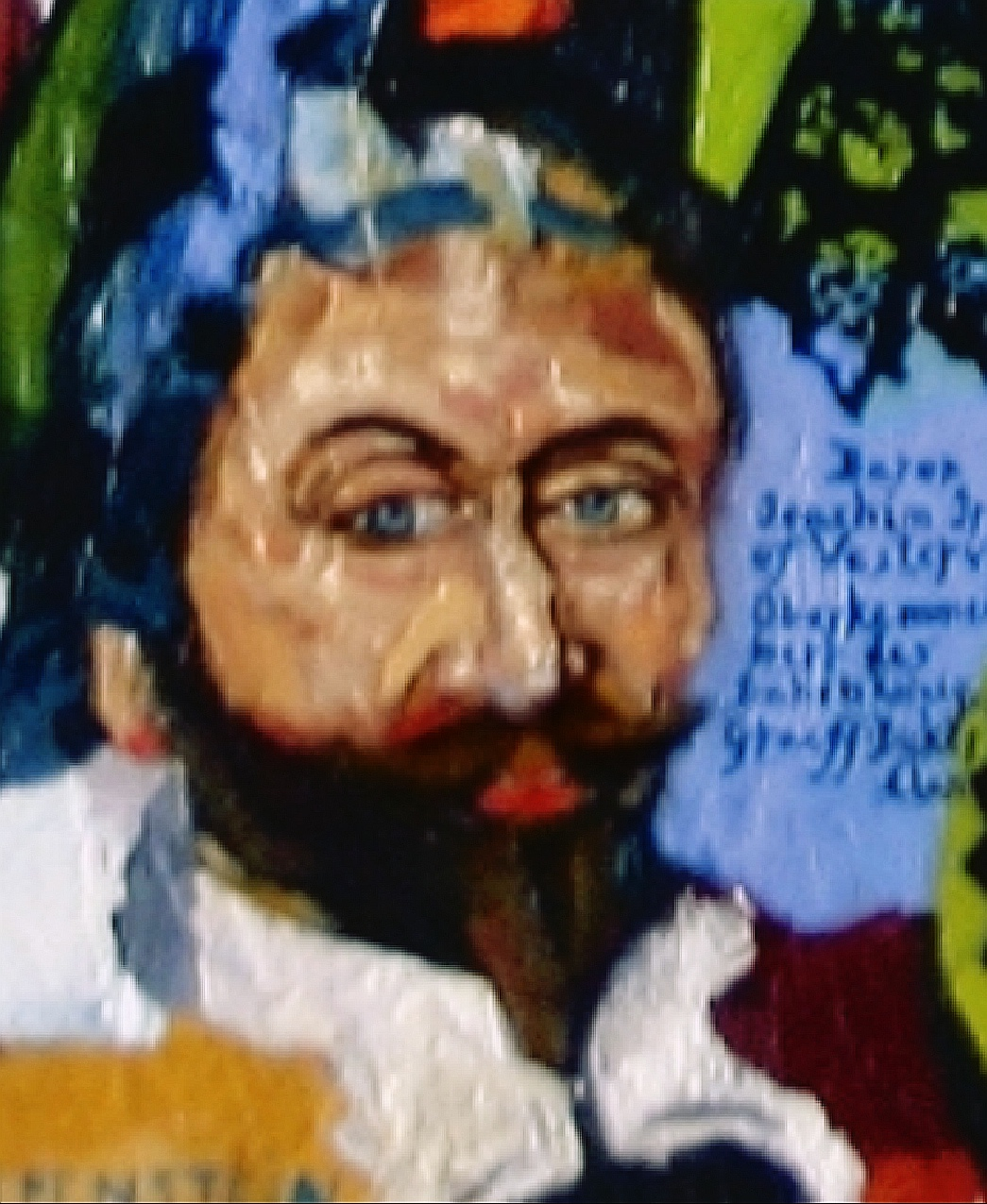
W 2007 roku austriacki artysta Matthias Laurenz Gräff, daleki potomek Irgensa, wykorzystał Irgens w swoim obrazie „Durch die Zeiten” (Przez czasy) w ramach swojej serii dyplomowej.

## Życiorys

### Dzieciństwo
Ojcem Joachima był szanowany kupiec Henrich Jürgens, a matką była Catharina Früchtnichts. Irgens urodził się w Itzehoe w Holstein i miał co najmniej czwórkę rodzeństwa. Joachim wraz ze swoimi kolegami, Heinrich Müller i Christianem Rantzau uczęszczali do prywatnej szkoły znajdującej się na zamku w Breitenburg. Parę lat później w trójkę przenieśli się do Akademii Rycerskiej w Sorø, gdzie zdobyli wykształcenie i poznali wiele ważnych osobistości. Po skończeniu akademii wyjechał za granicę w celach studyjnych, gdzie nabył doświadczenie w sprawie finansów.

### Początek kariery
Na początku kariery Irgens dostał pracę u zamożnego szlachcica Fryderyka Urne, a następnie w 1634 roku został zatrudniony jako urzędnik w prywatnej izbie finansowej króla Christian IV. W tym samym roku jego kolega ze szkoły, Christian Rantza został królewskim szambelanem. Trzy lata później Irgens został awansowany do rangi prywatnego lokaja króla, aż do śmierci Christian IV w 1648 roku. Po rezygnacji ze stanowiska lokaja, wraz z Heinrichem Müllerem całkowicie oddał się temu, co go interesowało już od 1636 roku, czyli ekonomicznymi zasobami w Norwegii. W 1646 roku Irgens wraz z królem Christian IV udał się w podróż, żeby zbadać nowo odkryte złoża rudy w Røros. W tym samym roku Irgens złożył wniosek o zostanie współwłaścicielem huty miedzi w Røros, co po długotrwałych negocjacjach i przepychankach z pierwotnym właścicielem huty Lorentz Lossius doprowadziło do przejęcia w 1651 roku przez Irgensa huty na wyłączność. Dzięki ogromnym zyskom z huty i z paru mniejszych interesów Irgens podczas wojen między 1643, a 1660 został wierzycielem po tym, jak król i rząd pożyczali od niego duże sumy pieniędzy. Król i rząd, nie mogąc spłacić pożyczki zaciągniętej u Irgensa nadali mu liczne posiadłości i dali prawo do kupowania całej miedzi należącej do korony Norweskiej, dzięki czemu stał się jednym z najbogatszych i największych właścicieli ziemskich w całym królestwie.

### Życie prywatne
Irgens w 1656 roku poślubił Cornelie de Bickers córkę burmistrza Amsterdamu Andreasa Bickersa i Cathariny Tengnagels. Według pewnych informacji Irgens miał, aż 14 dzieci, a jego żona była od niego znacznie młodsza. Dzięki małżeństwu z Cornelią mógł zaistnieć w wyższych kręgach w Holandii, co przyniosło mu jeszcze większe zyski i kilka posiadłości na terenach Holandii. Przez bunty w hucie i ciągłe zyski Irgens, zaczął mieć problemy z zarządzaniem swoim majątkiem co pod koniec jego życia sprawiło, że zastawienie większości swojego majątku. W 1674 roku Joachim został pasowany na rycerza pod imieniem Irgens von Westerwich.

## Upamiętnienia
- Epitafium nad grobem Joachim Irgens von Westervick w kościele klasztornym w Vestervig.

## Wzmianki w literaturze
- L. K. Langberg: Oplysninger om Slegten Irgens fra Røros, 1927
- O. Øisang: Røros Kobberverks historie, Trondheim 1942
- G. B. Nisssen: Røros kobberverk 1644–1974, Trondheim 1976
- A. D. Østigaard: Kammertjener Joachim Irgens, utrykt manuskript
- Privatarkiv 211, Røros kobberverk. Klasse 20: verkets historie, 20.7.110–20.7.130, i SA Trondheim